# The Trip (The Trip)
The Trip fu il primo album dei The Trip pubblicato dalla RCA nel 1970. Con esso il gruppo iniziò un percorso nel rock progressivo italiano caratterizzato da influenze blues, pop sinfonico e jazz individuabili in brani come Riflessioni, Visioni dell'aldilà ed Incubi.

## Tracce
1. Prologo - 8:09 (Joe Vescovi)
2. Incubi - 8:23 (Joe Vescovi/Billy Gray)
3. Visioni dell'aldilà - 8:50 (Joe Vescovi/Billy Gray)
4. Riflessioni - 5:46 (Joe Vescovi/Billy Gray)
5. Una pietra colorata - 2:26 (Joe Vescovi/Pino Sinnone)

## Formazione
- Billy Gray - chitarra, voce
- Joe Vescovi - organo, voce
- Arvid Andersen - basso, voce
- Pino Sinnone - batteria